# Ẩm thực Ai Cập cổ đại

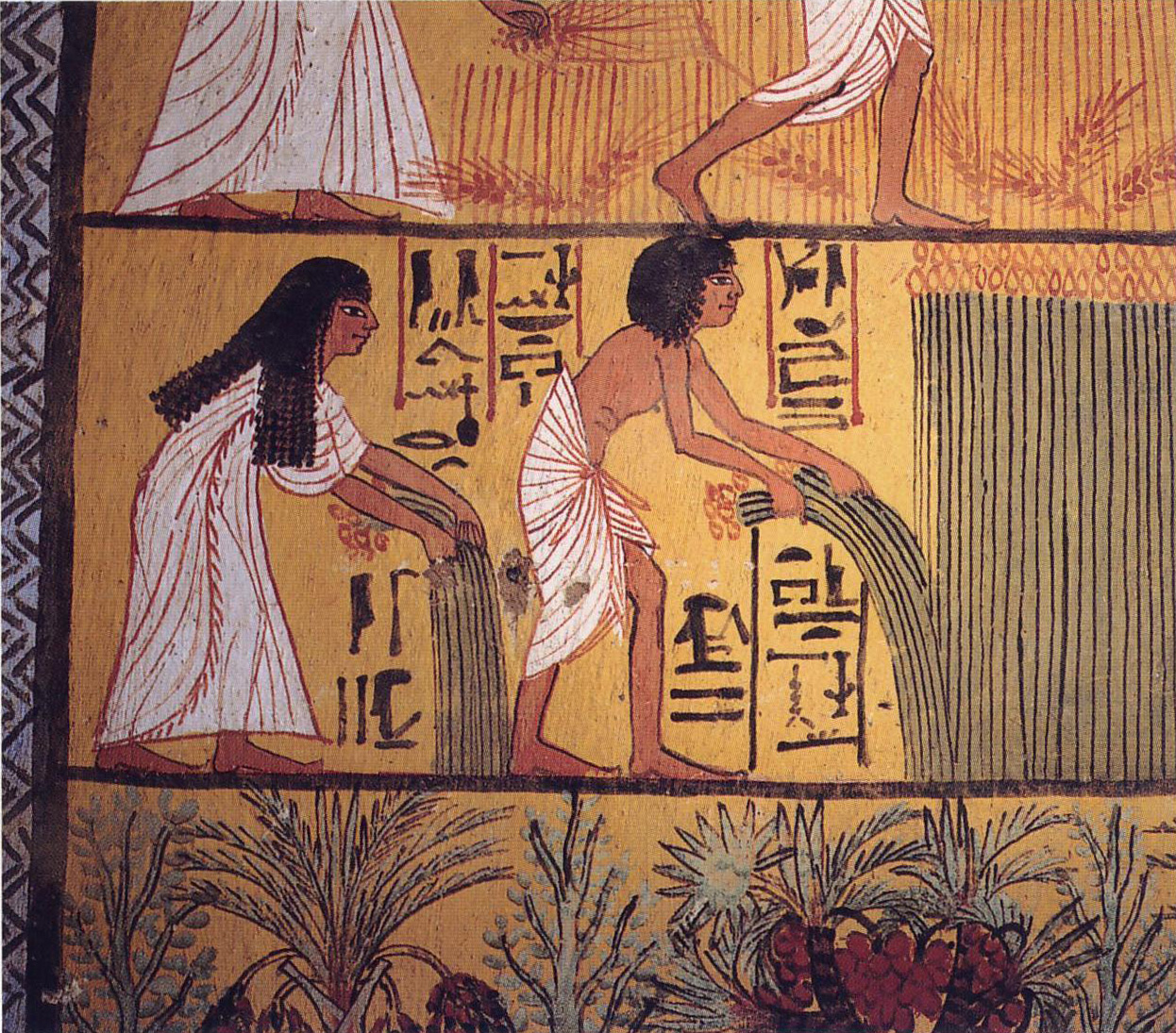
Bức tranh tường thuộc giai đoạn đầu thời đại Ramesses từ ngôi mộ ở Deir el-Medina miêu tả một cặp vợ chồng người Ai Cập đang thu hoạch vụ mùa.

Ẩm thực của Ai Cập cổ đại kéo dài khoảng trên 3.000 năm, nhưng nó vẫn lưu giữ được nhiều nét đặc trưng cho đến tận thời kỳ là thuộc địa của Hy Lạp - La Mã. Các loại thực phẩm chính của cả người nghèo và những người Ai Cập giàu có là bánh mì và bia, thường đi kèm với hành tây còn tươi, các loại rau quả khác, và thêm một lượng nhỏ thịt gia súc, thịt thú săn và cá.

## Bữa ăn
Miêu tả về những bữa tiệc có thể được tìm thấy trong các bức tranh từ cả thời Cổ Vương quốc và Tân Vương quốc. Các bữa ăn thường bắt đầu vào khoảng buổi chiều. Đàn ông và phụ nữ ngồi riêng trừ khi họ đã kết hôn. Chỗ ngồi của mỗi người khác nhau tùy thuộc vào địa vị xã hội của họ, với những người có địa vị cao nhất thì ngồi trên ghế, những người có địa vị thấp hơn ngồi trên ghế đẩu và những người có địa vị thấp nhất ngồi trên sàn nhà thô. Trước khi thức ăn được dọn ra, những chiếc chậu được chuẩn bị cùng với nước hoa và các bình chứa hình nón chứa dầu thơm đã được đốt để tỏa ra những mùi dễ chịu hoặc để xua đuổi côn trùng, tùy thuộc vào từng loại.
Hoa huệ và vòng hoa được đem ra và các vũ công chuyên nghiệp (chủ yếu là phụ nữ) biểu diễn chúng cùng với nhạc đệm do các nhạc công chơi đàn hạc, đàn luýt, trống, trống lục lạc, và trống lắc. Các bữa tiệc này thường có một lượng rượu lớn và rất nhiều những món ăn đa dạng; chúng bao gồm bò quay nguyên con, vịt, ngỗng, chim bồ câu, và đôi khi cả cá. Các món ăn thường gồm những món hầm đi kèm với một lượng lớn bánh mì, rau tươi và trái cây. Tráng miệng thì có bánh ngọt được nướng với quả chà là và cho thêm mật ong để có vị ngọt. Nữ thần Hathor thường được cầu khẩn trong các bữa tiệc.
Thức ăn có thể được chế biến bằng cách hầm, đun sôi, rán, nướng và phơi khô. Gia vị và rau thơm được thêm vào để tạo mùi vị, mặc dù vậy gia vị vốn là loại hàng hóa nhập khẩu đắt tiền và do đó chỉ giới hạn ở bàn ăn của người giàu. Các loại thức ăn như thịt đa phần được bảo quản bằng cách ướp muối, quả chà là và nho khô có thể được phơi khô để bảo quản lâu dài. Những loại thực phẩm chủ yếu như bánh mì và bia thường được chuẩn bị ở cùng một nơi, bởi vì men dùng cho bánh mì cũng được dùng để ủ bia. Cả hai đều được chuẩn bị trong các tiệm bánh đặc biệt hoặc thường xuyên hơn là ở nhà, và những gì dư thừa sẽ được đem bán. 
Mật ong là chất làm ngọt chính nhưng lại khá đắt. Người Ai Cập thu lượm mật ong từ thiên nhiên và từ ong mật được nuôi trong các tổ ong bằng gốm. Một sự lựa chọn khác rẻ hơn đó là quả chà là hoặc cây carob. Còn có cả một chữ tượng hình (nedjem / bener) miêu tả một quả carob 
| M29 |

 mà có nghĩa chính là "ngọt ngào, dễ chịu". Dầu sẽ được làm từ rau xà lách hoặc hạt củ cải, hồng hoa, chùm ngây, balanite và vừng. Mỡ động vật được sử dụng để nấu ăn và những chiếc vại được dùng để chứa chúng đã được tìm thấy tại nhiều khu định cư.

## Bánh mì

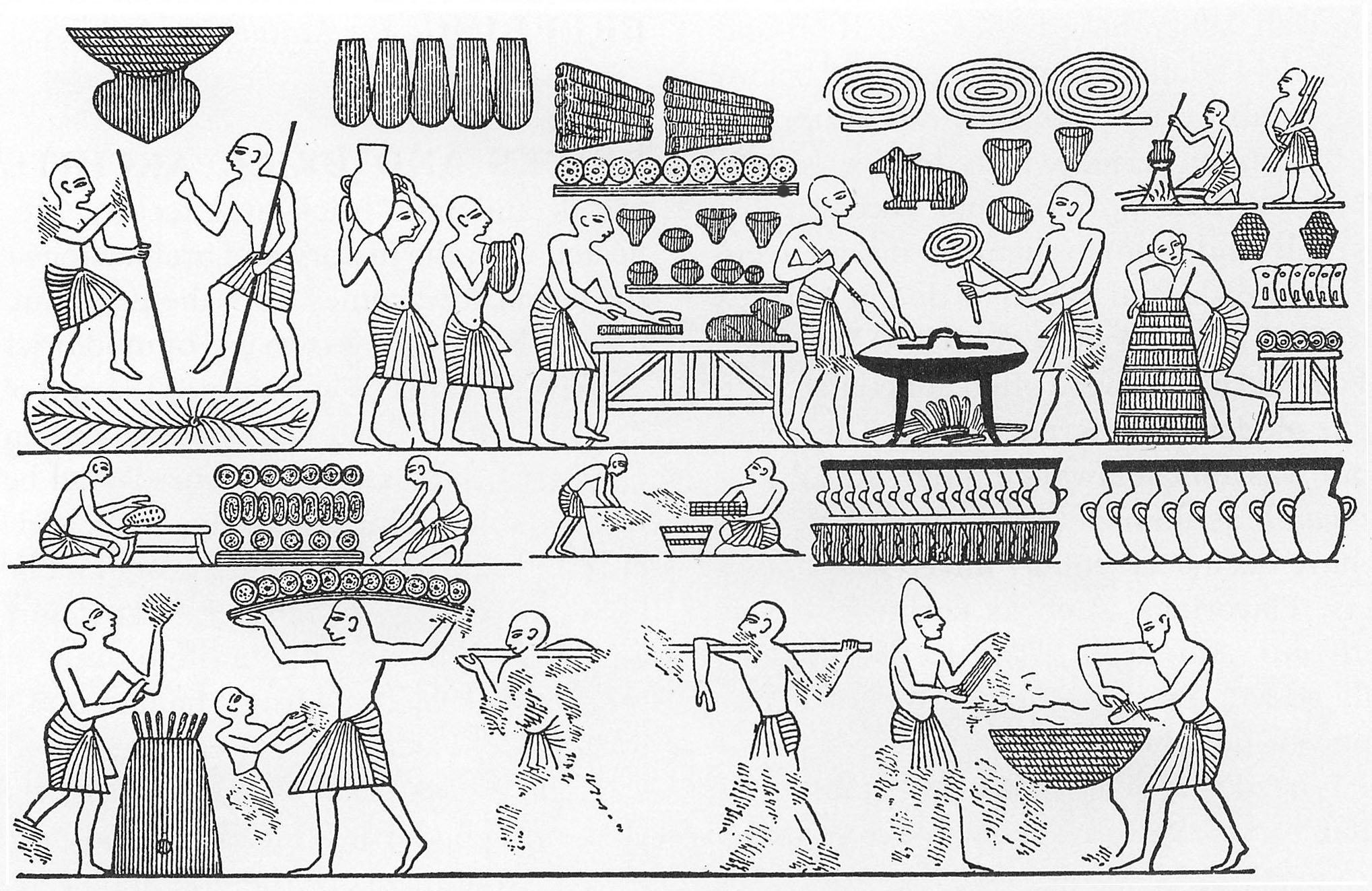
Một miêu tả về xưởng bánh mì của hoàng gia được khắc trong ngôi mộ của Ramesses III tại Thung lũng các vị vua. Có nhiều loại bánh mì, bao gồm cả những cái có hình dáng giống như động vật. Vương triều thứ 20.

Bánh mì Ai Cập hầu như chỉ được làm từ loại lúa mì emmer hoang dã, vốn rất khó để thành bột mì hơn so với hầu hết các loại lúa mì khác. Người Ai Cập cổ đại tách trấu ra khỏi lúa bằng cách làm ẩm chúng với nước rồi dùng chày giã chúng để tránh làm vỡ những hạt lúa bên trong. Sau đó, lúa sẽ được phơi nắng rồi đem đi quạt và sàng để loại bỏ bụi bẩn và những hạt lép đi. Cuối cùng, những hạt lúa sẽ được bỏ vào cối xay nhuyễn. Cối xay này hoạt động theo hai chiều qua lại, thay vì là chuyển động xoay vòng.
Lò nướng bánh được thay đổi dần dần theo thời gian. Vào thời kỳ Cựu vương quốc, bột mì được đổ đầy vào những khuôn gốm và sau đó được đem đi nướng trên than hồng. Ở thời kỳ Trung vương quốc, những lò nướng được xây theo hình khối vuông có đỉnh chóp phía trên. Thời kỳ Tân vương quốc, những lò nướng bánh không mái che hình trụ được làm từ đất sét, được bao bọc bởi lớp gạch bùn dày và được trát vữa.
Bột mì được trát lên lớp tường phía trong lò và được bóc ra khi nướng xong, tương tự như cách nướng bánh mì dẹt bằng lò tandoor của người Ấn Độ và Pakistan. Dưới thời Tân vương quốc, bánh mì có đa dạng các loại hình dáng với nhiều cách nhào bột khác nhau. Những loại rau thơm và chà là được cho vào để tạo nên hương vị của bánh mì. Như đã nói trên, rau thơm là mặt hàng hiếm, nên món bánh mì này chỉ dành cho giới quý tộc.
Lúa mì được xay thường có lẫn các hạt cát hay đá nhỏ từ các cối xay. Đây là nguyên nhân chính dẫn tới việc mòn răng, thỉnh thoảng gây áp xe nghiêm trọng, có thể dẫn tới tử vong. Vì thế người Ai Cập đã phát minh ra một hỗn hợp để vệ sinh răng miệng, là tiền thân của kem đánh răng sau này. Những nhà quý tộc thường chọn những loại bánh mì và bánh ngọt được làm từ những loại bột cao cấp.

## Bia
Khác với lúa emmer, lúa mạch ngoài việc làm bánh mì còn có thể dùng để nấu bia, cùng với củ và rễ của loài súng và củ gấu tàu. Bia là một nguồn dinh dưỡng chủ yếu, và được dùng hằng ngày. Đây là một phần không thể thiếu trong các bữa ăn của người Ai Cập, thậm chí bia từng được sử dụng như một đơn vị tiền tệ thời đó. Không giống như bia của người châu Âu, bia của người Ai Cập khá đặc, tựa như cháo. Tuy nhiên, nó chứa rất nhiều hàm lượng vitamin, khoáng chất, protein nên rất bổ dưỡng, và được sử dụng như một vị thuốc. Tuy nhiên, người ta không tìm được nhiều chi tiết mô tả về loại bia này.
Những chiếc bình cổ dài dùng để đựng bia đã lên men từ thời tiền sử được phát hiện tại Nekhen và Abydos, trong đó vẫn còn những bã bột mì. Mặc dù không có bằng chứng kết luận về sản xuất bia sớm như vậy nhưng đây là dấu hiệu cho thấy công dụng của những cái bình này. Bằng chứng khảo cổ cho thấy rằng bia được làm từ "bánh mì bia", là một dạng bánh mì lên men được nướng sơ qua lửa, bóp nát rồi đem vụn bánh bỏ vào rây, cho vào chậu nước rồi vớt ra ngoài để chúng lên men.
Tuy nhiên, khi soi dưới kính hiển vi những lớp bột mì được tìm thấy, người ta lại phát hiện ra một phương pháp nấu bia khác, không phải từ bánh mì. Một mẻ thóc được cho nảy mầm để chúng sản sinh ra các enzim. Một mẻ thóc khác được nấu chín trong nước, giúp thủy phân tinh bột. Hai mẻ thóc này sẽ được trộn vào nhau, các enzim sẽ hấp thụ tinh bột để sản xuất đường. Hỗn hợp sau đó được sàng bỏ trấu, và nấm men (có thể là axit lactic) có lẽ được thêm vào để bắt đầu quá trình lên men sản xuất bia. Phương pháp này tới nay vẫn còn được sử dụng ở một số các quốc gia châu Phi. Hầu hết các loại bia đều được làm từ lúa mạch kèm một ít lúa mì, nhưng hương liệu để nấu bia vẫn chưa tìm ra.

## Trái cây và rau củ

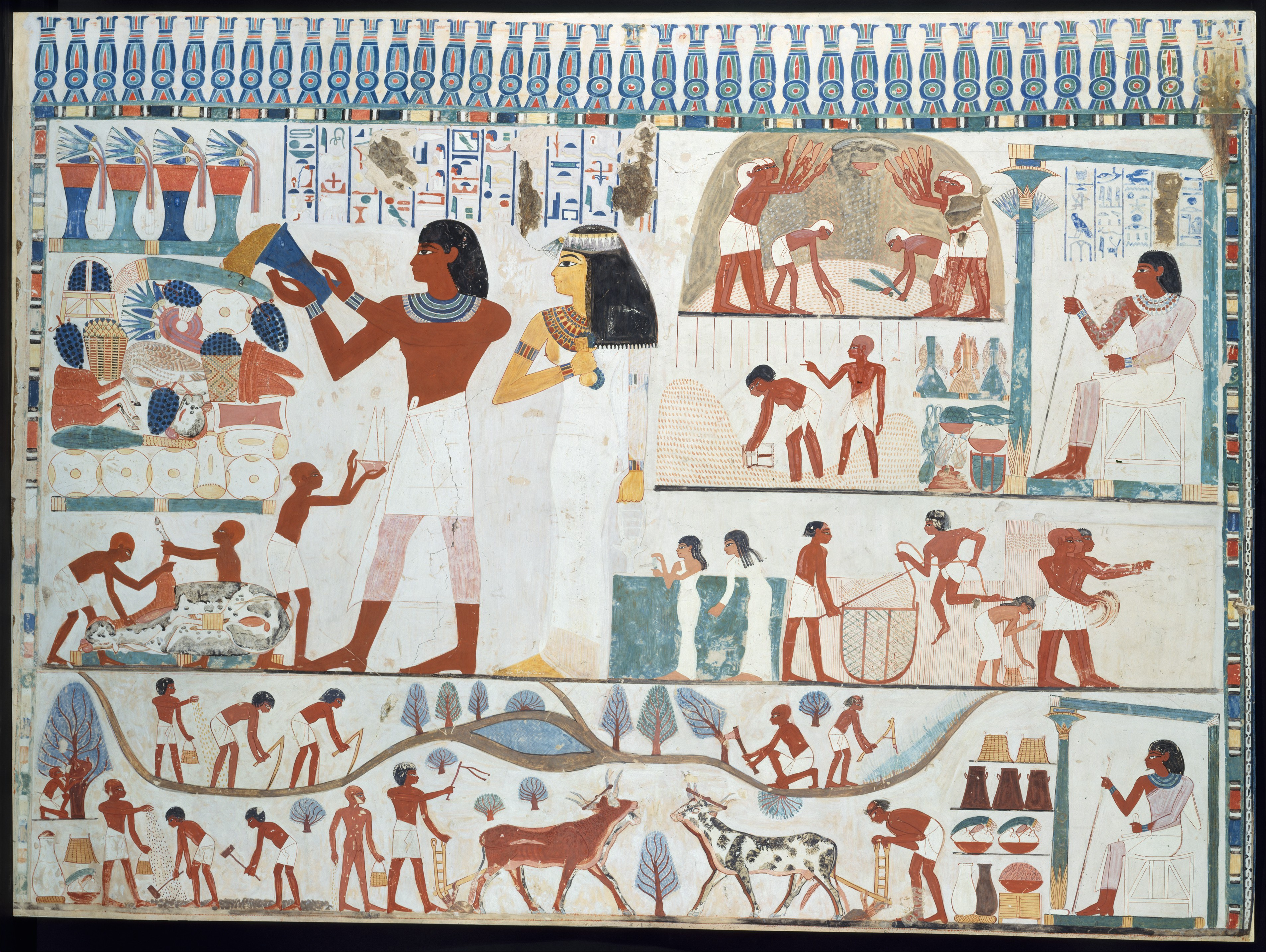
Hoạt động nông nghiệp và thu hoạch, khoảng năm 1400–1390
Trước Công nguyên, tranh vẽ trên tường buồng mộ Nakht

Hành lá và tỏi tép được ăn nhiều nhất, và được dùng khá nhiều trong y học. Bên cạnh đó là rau diếp, cần tây, dưa leo, một số loại bầu bí và cả những loại dưa. Thời kỳ người La Mã cai trị Ai Cập, củ cải turnip xuất hiện, không rõ là chúng đã có mặt trước đó chưa. Củ của những cây họ cói cũng được dùng làm rau ăn sống, nấu chín hay tán thành bột.
Củ gấu tàu và những loại củ khác được phơi khô, sau đó trộn với mật ong để làm tráng miệng. Súng và những loài cây thủy sinh cũng được ăn như rau sống hay tán thành bột làm thuốc, rễ và thân chúng đều ăn được. Quả hạt của những cây thuộc họ cau được ép để làm các loại dầu cọ. Các loại đậu là nguồn protein dồi dào không thể thiếu trong bữa ăn. Người ta cũng phát hiện nhiều hũ gốm được vận chuyển từ Trung Đông dùng để đựng dầu ô liu từ một cuộc khai quật tại Giza.
Trái cây "đặc sản" của Ai Cập đó chính là quả chà là (có thể phơi khô làm mứt), bên cạnh đó là nho (nho tươi và nho khô), sung, một số loại quả thuộc họ Hồng xiêm và chi Táo ta. Chà là còn được dùng để làm lên men rượu và người nghèo dùng nó như chất làm ngọt thay cho đường. Không như những loại rau củ có mặt quanh năm suốt tháng, trái cây chỉ có theo mùa. Ở một số ngôi mộ, lựu và nho cũng được chôn theo như thức ăn để dâng người quá cố.

## Thịt và cá

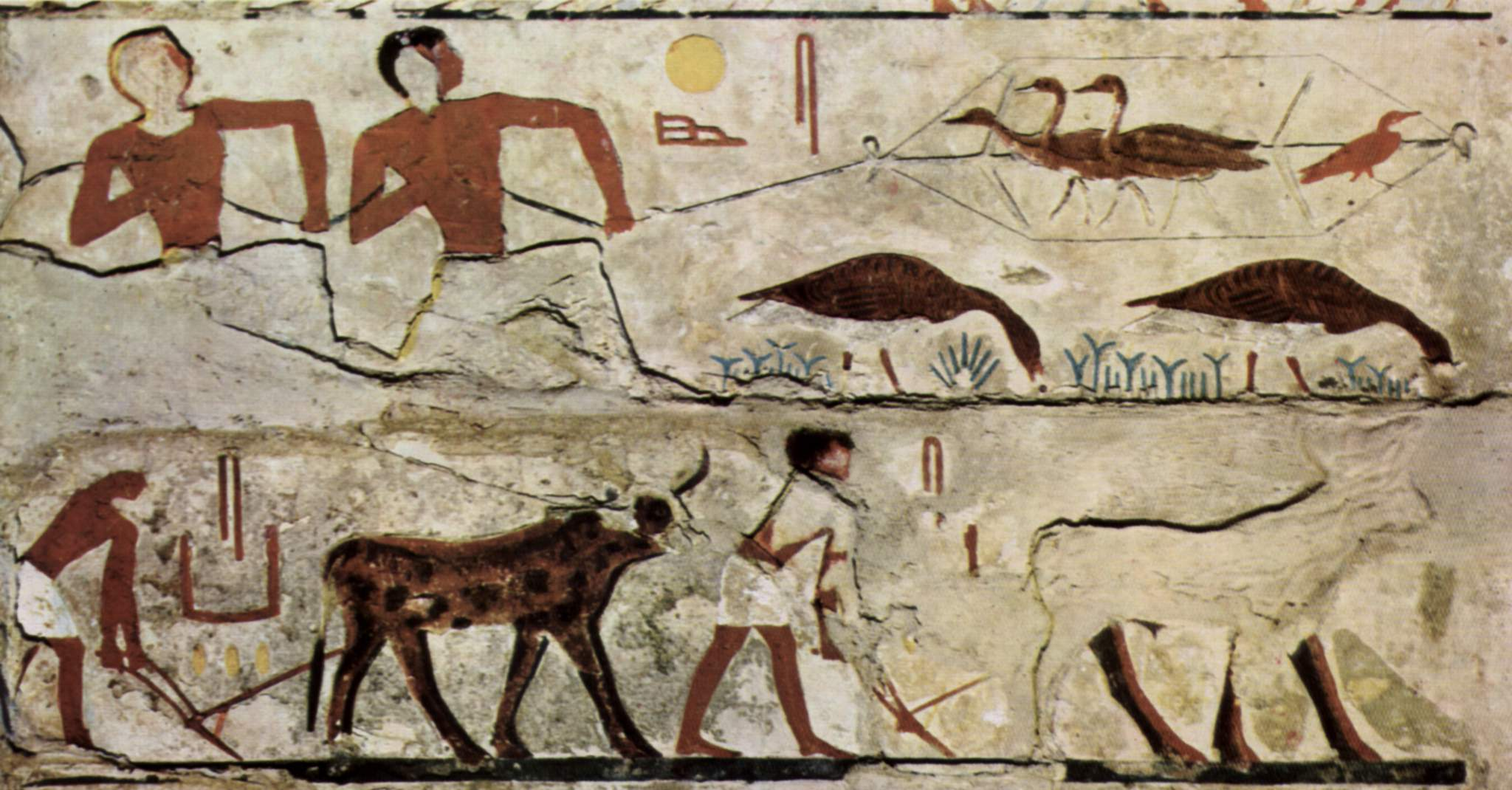
Trò chơi săn chim và cày ruộng. Tranh vẽ khoảng năm 2700 TCN trên tường buồng mộ của Nefermaat I và vợ là Itet.

Thịt nói chung được lấy từ những động vật đã được thuần hóa, chủ yếu là gà, vịt, ngỗng và cừu, dê, heo và bò. Người Ai Cập cổ đại cho rằng lợn là hiện thân của ác thần Seth, vì thế trước đây họ rất ít ăn thịt heo.
Thịt bò là thực phẩm mắc nhất, và chỉ có giới hoàng gia mới được ăn món này. Nhưng những cuộc khai phá Giza lại mở ra một điều, những bằng chứng về việc giết mổ gia súc diễn ra ở đây chứng tỏ các công nhân xây dựng Kim tự tháp Kheops được ăn thịt bò hằng ngày.
Cừu, heo, gia cầm và cá có mặt trong tất cả những món ăn của người nghèo. Chúng cung cấp nhiều protein và amino acid hơn đậu, trứng, pho mát, bánh mì và bia. Chuột và nhím, hai loài phá hoại mùa màng này cũng nằm trong thực đơn của người Ai Cập. Nói về nhím, sau khi giết, người Ai Cập đã phủ một lớp đất sét lên người chúng và đem nướng trực tiếp. Lớp đất sét sau đó bị nứt sẽ làm rơi những cái gai của con nhím.
Gan béo, một món ăn nổi tiếng tới ngày nay, vốn xuất phát từ Ai Cập vào khoảng 2500 TCN chứ không phải tại Pháp như mọi người vẫn nghĩ; khi đó người Ai Cập bắt đầu nuôi gia cầm làm thức ăn, họ ép những con ngỗng, con vịt ăn một cách tàn bạo, nhét đầy thức ăn vào mồm chúng để có bộ gan khổng lồ.

## Nhận xét
Ẩm thực của Ai Cập cổ đại, có đặc trưng phân biệt rất rõ các loại thực phẩm chính của cả người nghèo và những người Ai Cập giàu có. Không chỉ thể hiện được một giai đoạn lịch sử đồ sộ của nền văn minh này, mà các ẩm thực còn nói tới một quốc gia điển hình của nền văn minh Hy Lạp - La Mã cổ đại, phản ánh rất rõ nét vào văn hóa ẩm thực ở Ai Cập suốt chiều dài lịch sử của nó, và phần nào phảng phất những hương vị của cuộc sống muôn màu, muôn vẻ. Mỗi một món ăn chứa đựng nhiều giá trị, đa dạng và phong phú, được bồi đắp bởi nguồn dinh dưỡng màu mỡ được phù sa sông Nile bồi đắp.